# Almancil
Almancil est une paroisse civile (freguesia) de la municipalité de Loulé, district de Faro en Algarve, Portugal.
Quinta Do Lago et Vale Do Lobo, deux développements touristiques et résidentiels proches, influencent l'orientation économique d'Almancil : un grand nombre de restaurants, agences immobilières, décorateurs d'intérieur, magasins d'ameublement... y sont basés. 

On y trouve aussi de l'artisanat traditionnel, notamment des poteries vernissées richement colorées.
L'église Saint-Laurent des Bois (São Lourenço dos Matos) est dans la partie est de la ville.
L'estádio Algarve a été construit pour le Championnat d'Europe de football 2004. Son club résident est le SC Farense. Il sert de centre névralgique au rallye du Portugal. En 2009 et 2010, une Super Spéciale s'y déroulait.

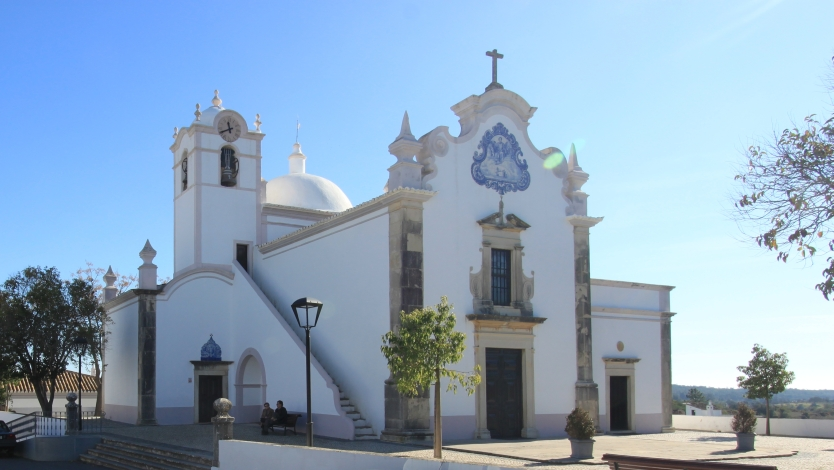
Église Saint-Laurent des Bois
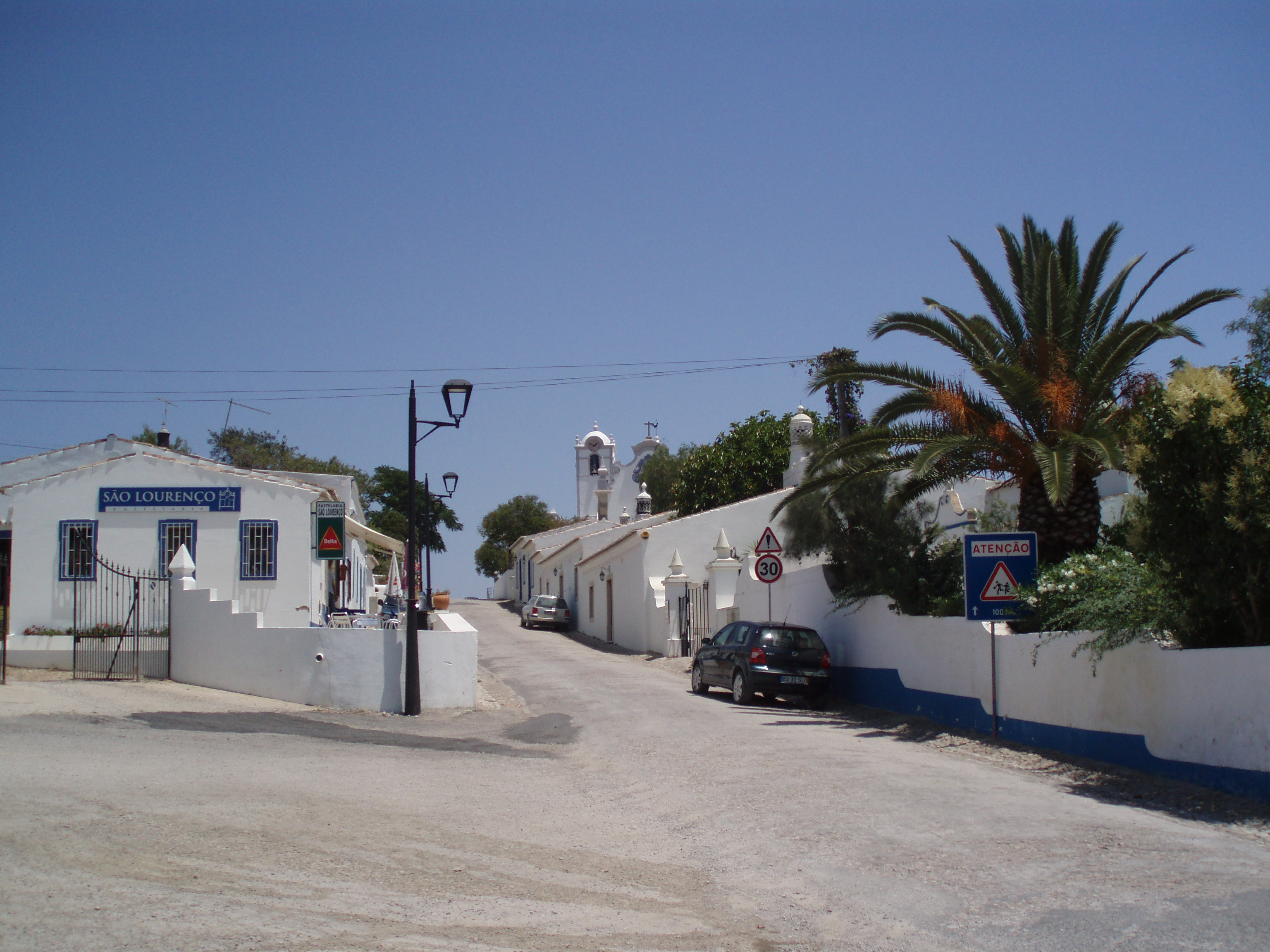
Rue d'Almancil proche de l'église Saint-Laurent
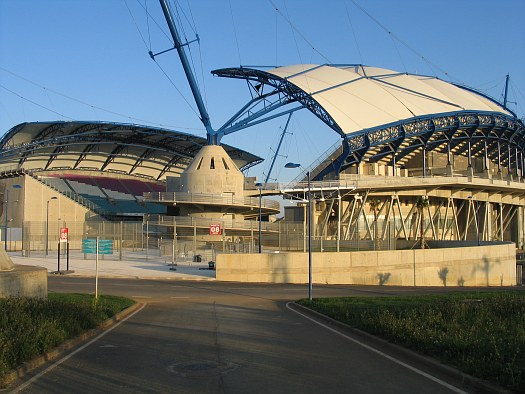
Estadio Algarve